# Shin Joon-Sup
Shin Joon-Sup, född den 17 juni 1963 i Namwon i Sydkorea, är en sydkoreansk boxare som tog OS-brons i mellanviktsboxning 1984 i Los Angeles. Idag är han egenföretagare i Atlanta i USA.